# Consol Energy
Consol Energy, раніше — Consolidation Coal Co. — вугледобувна компанія США. Запаси вугілля 11 млрд т. Річний вуглевидобуток в кінці XX ст. — близько 43 млн т. Адреса: Consolidation Coal Co. Private Subsidiary, Headquarters Location Highway 148 N, Sesser IL 62884, United States (618)625-2041, (618)625-6844
Заснована у 1864 р. в місті Cumberland, Maryland і протягом перших 85 років (1864—1945), де компанія стала найбільшою вугільною компанією в східних районах Сполучених Штатів.
У 1945 р. Consolidated Coal Company зливається з Pittsburgh Coal Company, корпоративне головне управління було пересунене від Камберленда (Cumberland) до Пітсбурга (Pittsburgh). У 1966 Continental Oil and Transportation Company (Conoco) придбала активи Consolidation Coal Company, а в 1981 DuPont придбав Conoco. Consolidation Coal Company продовжує існувати як дочірнє підприємство Dupont, до 1998, коли дочірнє підприємство було придбане Dupont Rheinbraun. З 1999 р. компанія переіменовувала себе Consol Energy, відображаючи диверсифікацію енергетичних технологій.